# Amsterdam Dance Event
Amsterdam Dance Event (ADE) — п'ятиденний фестиваль електронної музики, проводиться щорічно в середині жовтня у Амстердамі (Нідерланди) починаючи із 1996 року. Захід організовано «Amsterdam Dance Foundation Event» і він відбувається у форматі денних конференцій типу ADE Pro, ADE Tech, HDE, ADE University, ADE Next та ADE Green. Паралельно із цим відбувається нічні концерти у форматі ADE Festival, які включають понад 300 подій та 2000 ді-джеїв протягом п'яти днів у 80 клубах і місцях. Це робить Amsterdam Dance Event найбільшим фестивалем електронної музики у світі.

## Програма
Програма фестивалю складається із трьох частин:

### Конференції
ADE насичений великою кількістю конференцій на різні теми глобальної музичної індустрії. Розділена на сім тематичних програм, комплексна конференція фестивалю охоплює кожен аспект сучасної музики. Конференції відбуваються для бізнес-професіоналів, стартаперів, музикантів, іноземних студентів, VJ-їв, візуальних художників та сценографів.

### Плейграунд
ADE Playground (укр. ігровий майданчик) можна зустріти скрізь і всюди в центрі міста під час фестивалю. На цих майданчиках протягом п'яти днів демонструють кінопокази, художні виставки, інтерактивні ток-шоу, рекламні заходи та музичні вистави. Всього у місті працює приблизно 25 таких сцен. Вони знаходяться, в тому числі, на дахах терас, у магазинах одягу, художніх галереях, а також на відкритому повітрі та у кінотеатрах.

### Фестиваль
ADE Festival складається із приблизно 300 концертів, на яких виступають 2000 ді-джеїв протягом п'яти днів. Це заходи відбуваються у 80 клубах та інших місцях. Щороку фестиваль ADE приваблює 300 000 відвідувачів з усього світу і є найбільшим міжнародним фестивалем клубної музики.